# Guiouaé
Guiouaé fou una localitat del nord-oest de la moderna Nigèria, la importància de la qual deriva que fou capital de l'antic regne haussa de Maouri.
El sobirà local portava el títol de Serky i gairebé només governava a la població de Guiouaé doncs a la resta els caps locals sovint només l'obeïen depenent de l'autoritat moral del serky. Era tributari del serky de Kabbi.